# 毒樹の果実
毒樹の果実（どくじゅのかじつ、英:fruit of the poisonous tree）とは、アメリカ合衆国の刑事訴訟法における用語で、違法に獲得された証拠から派生して得られた二次的な証拠をさす法用語。毒の木の実とも言う。日本その他の法域における刑事訴訟法の議論においてもしばしば言及される。

## 概要
拷問により得られた自白などの違法に獲得された証拠（違法収集証拠）には証拠能力は無い（違法収集証拠排除法則。なお、違法が重大であること等の要件を付加するのが日本における通説・判例である）。そうであるとすれば、違法収集証拠から派生して得られた二次的な証拠についても証拠能力を否定すべきであるとされる（毒樹の果実の法理）。
しかし、ひとたび違法があれば、以後、その副次的証拠が全て排除されることに対して批判があり、違法に収集された証拠から派生した証拠を毒樹の果実と考えて、いったんそのすべてを排除したとしても、訴追側が違法収集証拠によらない独立の源からその証拠の存在を認めて、適法な捜査により発見しえたと判断された場合のみ、例外的にその毒性が希釈され、証拠として採用可能になる、という考えがある（独立入手源の法理）。
日本法においては、最高裁昭和58年7月12日判決に付された伊藤補足意見が「違法収集証拠（第一次的証拠）そのものではなく，これに基づいて発展した捜査段階において更に収集された第二次的証拠が，いわゆる『毒樹の実』として，いかなる限度で第一次的証拠と同様に排除されるかについては，それが単に違法に収集された第一次的証拠となんらかの関連をもつ証拠であるということのみをもって一律に排除すべきではなく，第一次的証拠の収集方法の違法の程度，収集された第二次的証拠の重要さの程度，第一次的証拠と第二次的証拠との関連性の程度等を考慮して総合的に判断すべきものである」と述べており、同補足意見は法廷意見を代弁するものであるとの調査官解説が付されたことから、最高裁は毒樹の果実の理論を採用していると考えられており、違法収集証拠排除法則に関する議論において大きな影響を与えている。